# 臨界威懾
中國臨界威懾策略是中華人民共和國政府對中華民國等國家使用的一種政治與軍事策略，最早來自於中國人民解放軍。源自威懾理論，屬於灰色地帶戰術，是一種心理戰，想法接近於孫子兵法的「不戰而屈人之兵」。中華人民共和國政府會透過軍事，政治與經濟等各種手段來對其他國家施壓，經由逐漸升高壓力，但不會超過界線，到達發動直接戰爭的地步，使得其他國家屈服。
台灣認為，以台灣為目標的臨界威懾策略是一種準侵略手段，目的在於入侵台灣。

## 概論
臨界威懾（英語：Borderline Deterrence）的名稱來自於威懾理論（Deterrence theory），是利用核武器對於敵國進行嚇阻的政策。用於軍事領域，是一種邊緣政策，將情勢升高到接近發生戰爭，但還未實際戰爭的情況，產生足夠的壓力，迫使敵方主動屈服。
這個策略由中國人民解放軍將領趙錫君，在2003年出版的《懾戰》中提出。中華民國前國防部副部長林中斌稱為「超軍事手段優先」，認為中國大陸會優先採取經濟、外交、心理、媒體、認知作戰來施壓，以軍事手段來做後盾，但不會優先採用戰爭手段。在賴清德就任中華民國總統後，中國大陸採取了臨界威懾策略來對台灣施壓。
國防安全研究院在2022年發布的研究報告中，主張中華民國國軍應建立第二擊的能力，以反制中國大陸的威懾策略。